# Puente Santa Fe
El Puente Santa Fe es el puente más largo de Nicaragua el puente es parte de la carretera NIC-25B  de la ciudad de San Carlos, en el departamento de Río San Juan al sur de Nicaragua fue construido gracias al convenio de colaboración financiera de la Agencia de Cooperación internacional de Japón. La estructura esta establecida sobre el río San Juan y sirve para comunicar a los países centroamericanos de Nicaragua y Costa Rica. El Puente fue finalizado en agosto del 2014, habiendo sido iniciado a finales del 2011. El puente se edifica en los márgenes que le corresponden a Nicaragua sobre el río San Juan.
El puente posee una longitud de 362 metros, un anchura de 12 metros 2 carriles y espacio para el paso de peatones.

## Historia
A partir de los años noventa la cooperación nipona –según registros del MTI,– ha regalado más de 24 puentes. Los últimos han sido el de Las Banderas, Tecolostote, La Tonga y el Santa Fe. Se estima que este último, que tiene una longitud de 362 metros, tenga una vida útil de cien años.
La inauguración del viaducto que tuvo un costo de 30 millones de dólares, que fueron donados por la Agencia de Cooperación Internacional de Japón (JICA), estuvo a cargo de autoridades del Gobierno Nicaragüense y el embajador de Japón, al final se abrió el paso en el mes de agosto de  2014.
Son muchos los logros con la construcción del puente, las actividades comerciales turísticas y de tránsito de la zona se incrementaran significativamente se espera que sea un corredor centroamericano a corto plazo.